# FS E.424
La locomotive FS E.424  est une série de locomotives électriques des chemins de fer italiens Ferrovie dello Stato, fonctionnant sous courant continu, à 3 kV. Cette série fut l'idée de l'ingénieur Giuseppe Bianchi, reprenant le principe de modularité qui lui était cher, et dont il géra la conception avec la série FS E.636 dont elle reprend l'esthétique générale.

## Histoire
C'est à partir des années 1930 que l'ingénieur Giuseppe Bianchi des Ferrovie dello Stato Italiane, le père de la traction électrique sous courant continu en Italie, conçut différents modèles de locomotives dont un petit modèle à 4 essieux moteur, un modèle universel pour une utilisation aussi bien pour les trains de marchandises que voyageurs, à des vitesses jusqu'à 90-100 km/h.
Le développement des locomotives FS E.326 et FS E.428 avait quelque peu retardé le projet de cette locomotive Bo'Bo'.
Ce n'est qu'après le succès rencontré par la E.636 que le projet sera relancé, toujours en maintenant la théorie de la modularité des modèles. La future E.424 devait donc réutiliser les éléments mécaniques de la E.636. C'est ainsi que l'on retrouve sur la E.424 les bogies, les suspensions, les moteurs électriques, jusqu'aux soudures de la caisse des E.636.
Les 3 premiers prototypes sont fabriqués en 1943/1944 par la société Breda C.F.. Mais les FS attendront la fin de la Seconde Guerre mondiale pour passer commande de la série E.424.
La construction des locomotives fut répartie entre les constructeurs italiens les plus réputés : 
- Breda C.F. : 3 prototypes en 1942/43 et 46 exemplaires de série,
- Ansaldo : 20 exemplaires de série,
- Reggiane/E. Marelli : 38 exemplaires,
- Fiat Savigliano 17 exemplaires,
- OM/CGE : 10 exemplaires,
- Tecnomasio : 24 exemplaires.

À partir de 1987, 105 de ces locomotives ont été transformées pour acheminer des trains navette réversibles. Cette transformation s'accompagne d'une nouvelle livrée baptisée "MDVE" comportant des bandes rouges et orange sur fond gris ; à partir de la fin des années 1990, elles reçurent progressivement la livrée XMPR.
En 2001, toutes les locomotives non transformées furent radiées. Les autres unités ont été radiées en fin d'année 2007, car elles auraient nécessité de nouveaux équipements sécurité (SCMT) pour continuer à circuler sur le réseau italien. Elles ont été remplacées sur les rames réversibles par les nouvelles FS E.464.
Certains exemplaires ont été conservés et restaurés et affectés aux dépôts musées :
- la E.424.005, stockée à Pistoia en 1990 et remise en service pour le 140e anniversaire de la Ferrovia Porrettana, liaison entre Bologne et Pistoia. C'est actuellement la seule motrice compound active qui ait conservé le "séparateur D'Arbela",
- la E.424.049, ex E.424.249, reconvertie du service navette dans sa version initiale, dans sa livrée bi-tons Chatain-Isabelle. Elle a été cédée à l'"Associazione Treni Storici Puglia (ATSP Onlus)" du dépôt FS de Tarente,
- la E.424.075, originaire du dépôt d'Alessandria. En 2001, lors de sa radiation, elle a été confiée au "FERALP" de Bussoleno, près de Turin.

## Caractéristiques
La caisse fut conçue pour être un monobloc soudé et non plus riveté. Elle devait comporter une soute à bagages centrale qui ne sera jamais utilisée.
Comme dans les modèles de sa génération, elle comportait, en plus des portes latérales, une porte d'accès frontale intercommunicante, prévue pour l'utilisation en assemblage avec commandes multiples. Cette porte ne sera pas utilisée et rapidement abolie et rares sont les unités ayant eu une porte frontale.

### Partie mécanique
Les bogies utilisés étaient du type Fiat I 1250 FS, identiques à ceux de la E.636.
Rapports de transmission :
- sur les machines avec moteurs 32-R200, 21/65 avec une vitesse maximale de 95 km/h remontée à 100 km/h en 1948.
- sur les machines avec moteurs 92-250, 16/65 avec une vitesse maximale de 100 km/h.

Le prototype E.424.003 de 1946 à 1948 fut équipé d'un rapport 20/65 permettant une vitesse maximale de 120 km/h, les autres unités reçurent un rapport 19/65.

### Partie électrique
À partir de 1949, toutes les locomotives reçurent des moteurs type 92. Les premiers modèles ont été réhabilités en remplaçant leurs moteurs de traction type 32-R200 par des 92-250.
Les pantographes de base étaient du type 42 LR et furent remplacés par des 52 sur les derniers exemplaires.

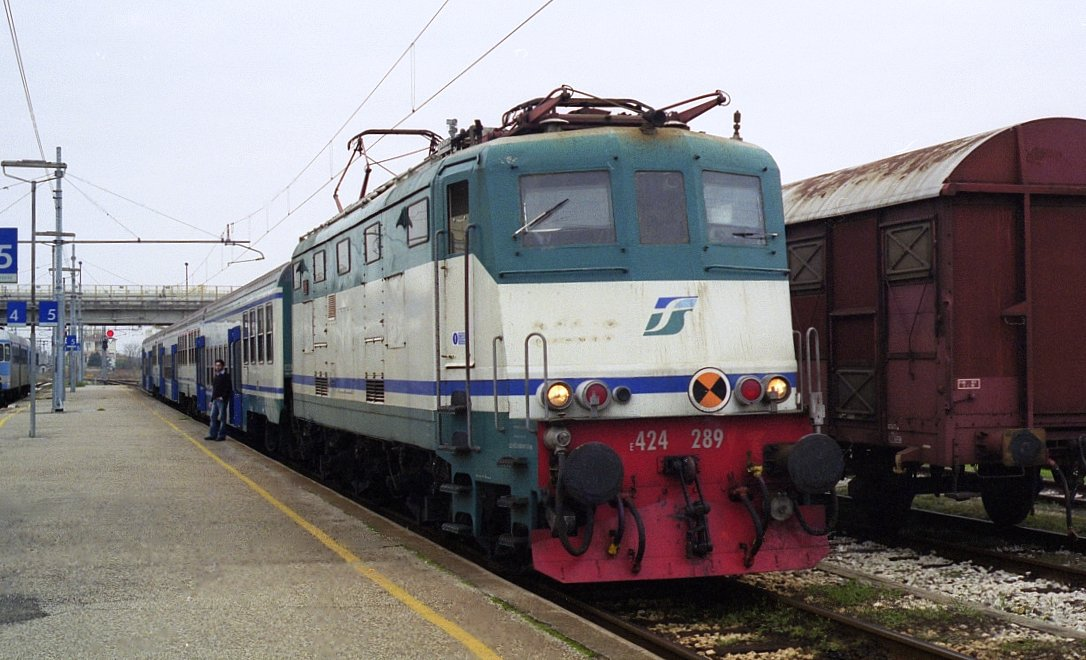
Une E.424 en livrée XMPR tractant un train régional en gare de Suzzara.

### Les E.424 compound
Une dizaine de locomotives ont été dotées, dès leur construction en usine, des nouveaux moteurs 92, avec l'excitation compound et utilisation du récupérateur d'énergie et frein électrique, solution très satisfaisante mais restée sans suite.

### La E.434.068 expérimentale
Au mois de novembre 1954, la locomotive E.424.068 fut modifiée et devint l'exemplaire unique de la série E 434.
Elle fut équipée des nouveaux bogies Im 1250 et de moteurs à 6 pôles 82-330 pouvant accepter des courants de 333 ampères sous 750V.
La E.434 ne connut pas de suite mais servit de base à la nouvelle FS E.646. En mai 1974, après un intense cycle d'essais, la motrice fut reconvertie en E.424.068.

### L'utilisation pour les trains navette

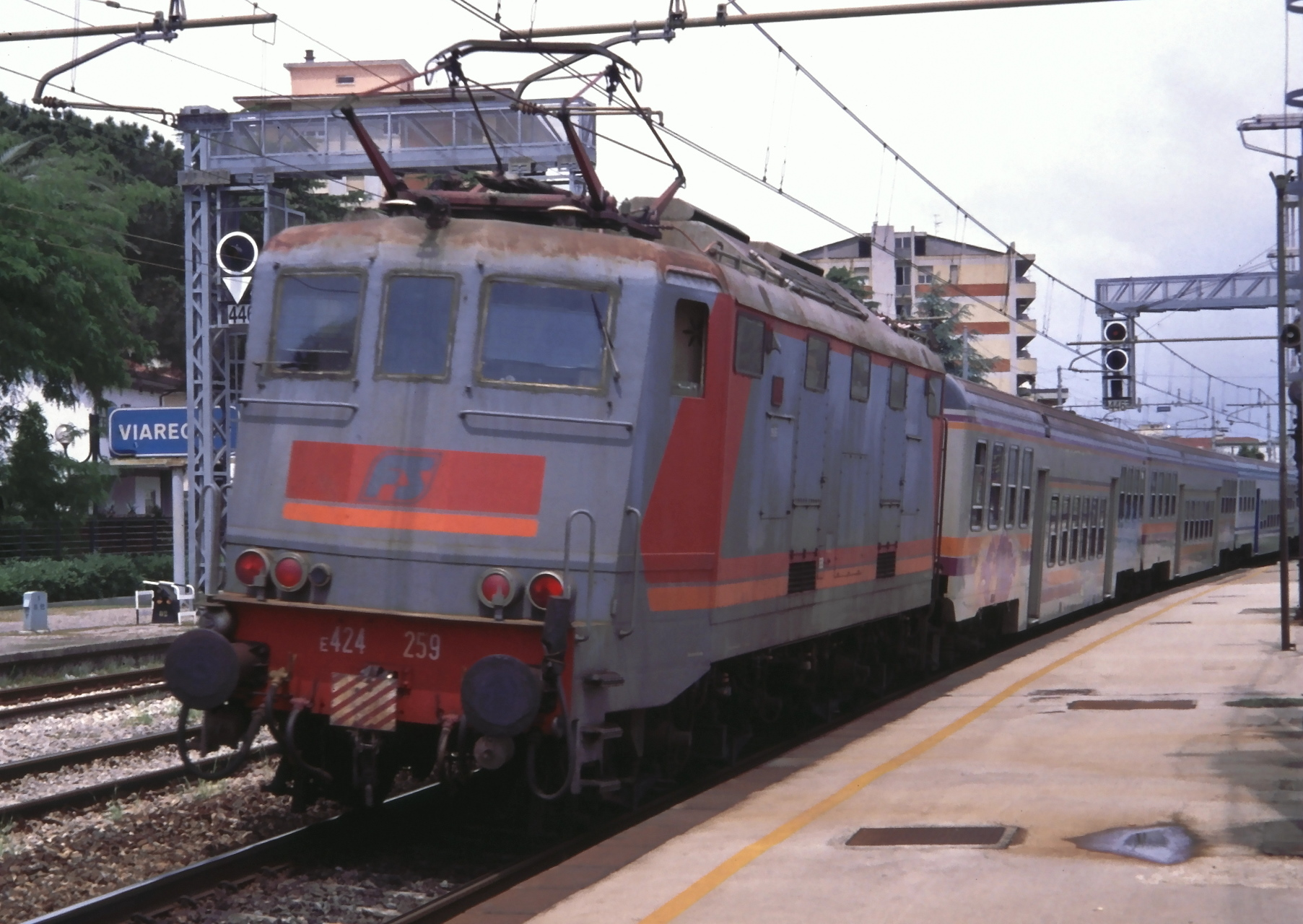
Une E.424 en livrée MDVE tractant un train navette en gare de Viareggio.

Bien avant la Seconde Guerre mondiale, les FS avaient créé les trains-blocs pour les services en navette comprenant une locomotive et une voiture-pilote à chaque extrémité. Les premiers prototypes des années 1930 étaient équipés d'interphone qui permettait au mécanicien en tête du train de communiquer les consignes au mécanicien placé dans la motrice en queue du train.
En 1987, ce sont 105  E.424 que les FS transformeront avec une double commande pour les trains navette. La transformation fut très simple car les locomotives avaient été conçues et construites en tenant compte de cette possibilité.